# Primula faberi
Primula faberi är en viveväxtart som först beskrevs av Oliv. Hooker's Icon. Pl. 18(4, och fick sitt nu gällande namn av T. 1789. 1888. Primula faberi ingår i släktet vivor, och familjen viveväxter. Inga underarter finns listade i Catalogue of Life.